# Мариничі (Вишково)
Мариничі (хорв. Marinići) — населений пункт у Хорватії, у Приморсько-Горанській жупанії у складі громади Вишково.

## Населення
Населення за даними перепису 2011 року становило 3894 осіб.
Динаміка чисельності населення поселення:

## Клімат
Середня річна температура становить 13,03 °C, середня максимальна – 26,28 °C, а середня мінімальна – 0,20 °C. Середня річна кількість опадів – 1436 мм.
| Клімат поселення                              | Клімат поселення | Клімат поселення | Клімат поселення | Клімат поселення | Клімат поселення | Клімат поселення | Клімат поселення | Клімат поселення | Клімат поселення | Клімат поселення | Клімат поселення | Клімат поселення | Клімат поселення |
| Показник                                      | Січ.             | Лют.             | Бер.             | Квіт.            | Трав.            | Черв.            | Лип.             | Серп.            | Вер.             | Жовт.            | Лист.            | Груд.            |                  |
| Середній максимум, °C                         | 9,47             | 9,88             | 12,60            | 15,98            | 20,95            | 24,77            | 26,28            | 25,91            | 21,46            | 17,08            | 12,24            | 9,38             |                  |
| Середня температура, °C                       | 4,83             | 5,24             | 7,96             | 11,35            | 16,31            | 20,13            | 22,65            | 22,28            | 17,83            | 13,44            | 8,60             | 5,75             |                  |
| Середній мінімум, °C                          | 0,20             | 0,60             | 3,33             | 6,71             | 11,68            | 15,50            | 19,01            | 18,65            | 14,18            | 9,80             | 4,98             | 2,13             |                  |
| Норма опадів, мм                              | 118              | 94               | 105              | 109              | 94               | 114              | 72               | 99               | 136              | 174              | 174              | 147              |                  |
| Середньомісячна швидкість вітру, м/с          | 2.85             | 3.01             | 3.05             | 2.88             | 2.62             | 2.52             | 2.48             | 2.52             | 2.60             | 2.87             | 3.09             | 3.07             |                  |
| Середньомісячна сонячна радіація, кДж/м²·день | 4358             | 7208             | 10422            | 14861            | 19028            | 20556            | 21761            | 18696            | 13724            | 8935             | 4810             | 3668             |                  |
| --------------------------------------------- | ---------------- | ---------------- | ---------------- | ---------------- | ---------------- | ---------------- | ---------------- | ---------------- | ---------------- | ---------------- | ---------------- | ---------------- | ---------------- |
| Джерело:                                      |                  |                  |                  |                  |                  |                  |                  |                  |                  |                  |                  |                  |                  |